# Only the Brave (2017)
Only the Brave is een Amerikaanse film uit 2017 die geregisseerd werd door Joseph Kosinski en met Josh Brolin, Miles Teller, Jeff Bridges, James Badge Dale,  Taylor Kitsch en Jennifer Connelly in de hoofdrol. De film vertelt het waargebeurde verhaal van de Granite Mountain hotshot-crew, een elite-brandweereenheid uit Prescott, Arizona. Tijdens de Yarnell Hill Fire in juni 2013 verloren negentien van de twintig leden het leven.

## Plot
Eric Marsh, supervisor van de Fire and Rescue Crew 7 in Prescott, Arizona, ontvangt telefonisch bericht over een bosbrand. De crew van Marsh heeft de status van gemeentelijke brandweer. Een waarschuwing van Marsh dat de brand in de buurt liggende wijk bedreigd wordt genegeerd door een elitebrandweereenheid uit Californië, een zogeheten hotshotcrew. Marsh' vrees komt uit en de wijk gaat in vlammen op.
Erics' vrouw Amanda suggereert dat hij moet gaan praten met Duane Steinbrink, hoofd van de plaatselijke brandweer. Marsh wil namelijk dat zijn brandweereenheid de status van hotshots krijgt. Steinbrink waarschuwt wel dat dat betekent dat de brandweermannen vaker van huis zullen zijn, dit tot frustratie van Amanda die vindt daar haar man al vaak weg is en een gezin wil stichten.
Brendan McDonough is werkloos en heeft een drugsverleden. Zijn ex-vriendin Natalie is zwanger van hem, maar wil de baby alleen opvoeden. Na de geboorte van de baby wil McDonough voor haar zorgen. Hij solliciteert bij Marsh die hem aanneemt, ondanks reserveringen van verschillende crewleden. McDonough brengt regelmatig boodschappen langs bij Natalie die hem na verloop van tijd accepteert en meer ruimte geeft voor omgang met zijn dochter.
De brandweereenheid behaalt alle benodigde certificaten en wordt geëvalueerd tijdens het bestrijden van een bosbrand. Zij slagen en noemen zich vanaf dan de Granite Mountain Hotshots. De Granite Mountain Hotshots komen veel actie. Bij een bosbrand redden zij een historische jeneverbesboom. McDonough wordt daarbij echter gebeten door een ratelslang. In het ziekenhuis krijgt hij bezoek van zijn moeder die suggereert dat hij op zoek moet naar werk waardoor hij meer tijd met zijn dochter kan doorbrengen. McDonough vraagt Marsh of deze hem wil aanbevelen voor een andere baan. Marsh reageert in eerste instantie boos en vindt McDonough ondankbaar. Later biedt hij zijn excuses aan.
Eric en Amanda Marsh maken intussen ruzie over het beginnen van een gezin. Eric heeft grote aarzelingen. Na een gesprek met Duane Steinbrink biedt hij Amanda zijn excuses aan en laat weten klaar te zijn om een gezin te beginnen. Kort daarop worden de Granite Mountain Hotshots opgeroepen voor de bestrijding van een nieuwe brand, vijftig kilometer buiten Prescott. In eerste instantie proberen zij de brand in te perken door het aanleggen van tweede vuur, waardoor de bosbrand zich niet verder kan verspreiden. Het aangelegde vuur wordt echter geblust door een blusvliegtuig waardoor de Hotshots hun plannen moeten wijzigen.
Het team moet zich verplaatsen. Brendan McDonough wordt er op uitgestuurd als uitkijk. Door opkomende wind rukt het vuur opeens veel sneller op dan verwacht. McDonough wordt op het nippertje gered door een andere hotshot-brandweerteam, maar zijn negentien collega's worden verrast en komen klem te zitten tussen het vuur. Zij proberen snel een veilige schuilplaats tegen het vuur voor zichzelf aan te leggen. Er wordt van buitenaf geprobeerd contact te maken met de brandweercrew, maar er komt geen respons. McDonough krijgt via de radio bevestiging van de eerste helikopter die kan landen dat alle negentien brandweermannen zijn omgekomen.
De families van de brandweermannen krijgen in eerste instantie te horen dat negentien brandweermannen zijn omgekomen en er een overlever is, zonder te weten wie. Zij verzamelen zich bij de plaatselijke middelbare school. McDonough wil daar naartoe, ondanks dat hem dat wordt afgeraden. Bij zijn binnenkomst realiseren de aanwezigen zich dat hij de enige overlevende is en barsten in tranen uit. McDonough rent naar buiten en wordt daar getroost door Amanda Marsh.
Het slot van de film toont McDonough drie jaar later samen met zijn dochter bij de jeneverboom die gered werd door de brandweerploeg. De boom is veranderd in een herdenkingsplaats voor de omgekomen brandweermannen.

## Rolverdeling
| Acteur                | Personage             |
| --------------------- | --------------------- |
| Josh Brolin           | Eric Marsh            |
| Miles Teller          | Brendan McDonough     |
| Jeff Bridges          | Duane Steinbrink      |
| Jennifer Connelly     | Amanda Marsh          |
| Andie MacDowell       | Marvel Steinbrink     |
| Alex Russell          | Andrew Ashcraft       |
| Dylan Kenin           | Robert Caldwell       |
| Scott Foxx            | Travis Carter         |
| Ryan Busch            | Dustin DeFord         |
| Taylor Kitsch         | Christopher MacKenzie |
| Sam Quinn             | Grant McKee           |
| Kenny Miller          | Sean Misner           |
| Thad Luckinbill       | Scott Norris          |
| Ben Hardy             | Wade Parker           |
| Nicholas Jenks        | John Percin Jr.       |
| Jake Picking          | Anthony Rose          |
| James Badge Dale      | Jesse Steed           |
| Matthew Van Wettering | Joe Thurston          |
| Geoff Stults          | Travis Turbyfill      |
| Ryan Jason Cook       | William Warneke       |
| Scott Haze            | Clayton Whitted       |
| Michael McNulty       | Kevin Woyjeck         |
| Brandon Bunch         | Garret Zuppiger       |
| Brytnee Ratledge      | Juliann Ashcraft      |
| Pell James            | Claire Caldwell       |
| Natalie Hall          | Natalie Johnson       |
| Jenny Gabrielle       | Desiree Steed         |
| Barbie Robertson      | Marsena Thurston      |
| Jade Kammerman        | Stephanie Turbyfill   |
| Howard Ferguson Jr.   | Brian Ferguson        |
| Rachel Singer         | Brendans moeder       |
| Ralph Alderman        | Evaluator Hayes       |